# Regata Oxford-Cambridge
La regata Oxford-Cambridge (in inglese semplicemente Boat Race) è una celebre gara di canottaggio. Si disputa annualmente sul fiume Tamigi, tra un equipaggio dell'Università di Oxford e uno dell'Università di Cambridge.
Dei due equipaggi (composti entrambi da otto vogatori e un timoniere) hanno fatto parte alcuni tra i più grandi canottieri del mondo (tra cui alcuni campioni olimpici). La regata, che si disputa su una distanza di 6.799 metri (4 miglia e 374 iarde), comporta un notevole sforzo fisico. I colori degli equipaggi, non solo quelli sui vestiti ma anche delle pale dei remi, sono blu scuro per Oxford e blu chiaro per Cambridge.

## Storia
La prima edizione si è svolta nel 1829 ma solo dal 1856 la gara si disputa con cadenza annuale.
Durante la seconda guerra mondiale si sono svolte 4 edizioni considerate non ufficiali (1940, 1943, 1944 e 1945). Nell'albo d'oro della gara, di cui si sono svolte fino all'anno 2019 compreso 165 edizioni ufficiali, ad aver ottenuto il maggior numero di vittorie è l'equipaggio di Cambridge (86 contro le 81 di Oxford).
Nel 2012 la sfida è stata interrotta causa un uomo che è riuscito a eludere i controlli di sicurezza e a tuffarsi nel Tamigi disturbando il corso della gara. La gara è poi ripartita dopo 31' di sospensione.
L'edizione 2020 è stata annullata a causa della Pandemia di COVID-19.

## Albo d'oro

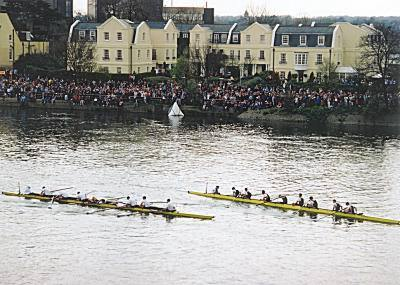
Equipaggi all'arrivo della regata del 2002. Cambridge a sinistra.

| Anno | Vincitore | Tempo                 |
| ---- | --------- | --------------------- |
| 1829 | Oxford    | 14.03 (1º titolo)     |
| 1836 | Cambridge | 36.00 (1º titolo)     |
| 1839 | Cambridge | 31.00 (2º titolo)     |
| 1840 | Cambridge | 29.03 (3º titolo)     |
| 1841 | Cambridge | 32.03 (4º titolo)     |
| 1842 | Oxford    | 30.01 (2º titolo)     |
| 1845 | Cambridge | 23.03 (5º titolo)     |
| 1846 | Cambridge | 21.05 (6º titolo)     |
| 1849 | Cambridge | 22.00 (7º titolo)     |
| 1849 | Oxford    | ----.---- (3º titolo) |
| 1852 | Oxford    | 21.36 (4º titolo)     |
| 1854 | Oxford    | 25.29 (5º titolo)     |
| 1856 | Cambridge | 25.45 (8º titolo)     |
| 1857 | Oxford    | 22.05 (6º titolo)     |
| 1858 | Cambridge | 21.23 (9º titolo)     |
| 1859 | Oxford    | 24.04 (7º titolo)     |
| 1860 | Cambridge | 26.05 (10º titolo)    |
| 1861 | Oxford    | 23.03 (8º titolo)     |
| 1862 | Oxford    | 24.04 (9º titolo)     |
| 1863 | Oxford    | 23.06 (10º titolo)    |
| 1864 | Oxford    | 21.04 (11º titolo)    |
| 1865 | Oxford    | 21.24 (12º titolo)    |
| 1866 | Oxford    | 25.35 (13º titolo)    |
| 1867 | Oxford    | 22.39 (14º titolo)    |
| 1868 | Oxford    | 20.56 (15º titolo)    |
| 1869 | Oxford    | 20.04 (16º titolo)    |
| 1870 | Cambridge | 22.04 (11º titolo)    |
| 1871 | Cambridge | 23.01 (12º titolo)    |
| 1872 | Cambridge | 21.15 (13º titolo)    |
| 1873 | Cambridge | 19.35 (14º titolo)    |
| 1874 | Cambridge | 22.35 (15º titolo)    |
| 1875 | Oxford    | 22.02 (17º titolo)    |
| 1876 | Cambridge | 20.02 (16º titolo)    |
| 1877 | Parità    | 24.08                 |
| 1878 | Oxford    | 22.15 (18º titolo)    |
| 1879 | Cambridge | 21.18 (17º titolo)    |
| 1880 | Oxford    | 21.23 (19º titolo)    |
| 1881 | Oxford    | 21.51 (20º titolo)    |
| 1882 | Oxford    | 20.12 (21º titolo)    |
| 1883 | Oxford    | 21.18 (22º titolo)    |
| 1884 | Cambridge | 21.39 (18º titolo)    |
| 1885 | Oxford    | 21.36 (23º titolo)    |

| Anno | Vincitore | Tempo              |
| ---- | --------- | ------------------ |
| 1886 | Cambridge | 22.03 (19º titolo) |
| 1887 | Cambridge | 20.52 (20º titolo) |
| 1888 | Cambridge | 20.48 (21º titolo) |
| 1889 | Cambridge | 20.14 (22º titolo) |
| 1890 | Oxford    | 22.03 (24º titolo) |
| 1891 | Oxford    | 21.48 (25º titolo) |
| 1892 | Oxford    | 19.01 (26º titolo) |
| 1893 | Oxford    | 18.45 (27º titolo) |
| 1894 | Oxford    | 21.39 (28º titolo) |
| 1895 | Oxford    | 20.05 (29º titolo) |
| 1896 | Oxford    | 20.01 (30º titolo) |
| 1897 | Oxford    | 19.12 (31º titolo) |
| 1898 | Oxford    | 22.15 (32º titolo) |
| 1899 | Cambridge | 21.04 (23º titolo) |
| 1900 | Cambridge | 18.45 (24º titolo) |
| 1901 | Oxford    | 22.31 (33º titolo) |
| 1902 | Cambridge | 19.09 (25º titolo) |
| 1903 | Cambridge | 19.33 (26º titolo) |
| 1904 | Cambridge | 21.37 (27º titolo) |
| 1905 | Oxford    | 20.35 (34º titolo) |
| 1906 | Cambridge | 19.25 (28º titolo) |
| 1907 | Cambridge | 20.26 (29º titolo) |
| 1908 | Cambridge | 19.02 (30º titolo) |
| 1909 | Oxford    | 19.05 (35º titolo) |
| 1910 | Oxford    | 20.14 (36º titolo) |
| 1911 | Oxford    | 18.29 (37º titolo) |
| 1912 | Oxford    | 22.05 (38º titolo) |
| 1913 | Oxford    | 20.53 (39º titolo) |
| 1914 | Cambridge | 20.23 (31º titolo) |
| 1920 | Cambridge | 21.11 (32º titolo) |
| 1921 | Cambridge | 19.45 (33º titolo) |
| 1922 | Cambridge | 19.27 (34º titolo) |
| 1923 | Oxford    | 20.54 (40º titolo) |
| 1924 | Cambridge | 18.41 (35º titolo) |
| 1925 | Cambridge | 21.05 (36º titolo) |
| 1926 | Cambridge | 19.29 (37º titolo) |
| 1927 | Cambridge | 20.14 (38º titolo) |
| 1928 | Cambridge | 20.25 (39º titolo) |
| 1929 | Cambridge | 19.24 (40º titolo) |
| 1930 | Cambridge | 19.09 (41º titolo) |
| 1931 | Cambridge | 19.26 (42º titolo) |
| 1932 | Cambridge | 19.11 (43º titolo) |

| Anno | Vincitore | Tempo              |
| ---- | --------- | ------------------ |
| 1933 | Cambridge | 20.57 (44º titolo) |
| 1934 | Cambridge | 18.03 (45º titolo) |
| 1935 | Cambridge | 19.48 (46º titolo) |
| 1936 | Cambridge | 21.06 (47º titolo) |
| 1937 | Oxford    | 22.39 (41º titolo) |
| 1938 | Oxford    | 20.03 (42º titolo) |
| 1939 | Cambridge | 19.03 (48º titolo) |
| 1946 | Oxford    | 19.54 (43º titolo) |
| 1947 | Cambridge | 23.01 (49º titolo) |
| 1948 | Cambridge | 17.05 (50º titolo) |
| 1949 | Cambridge | 18.57 (51º titolo) |
| 1950 | Cambridge | 20.15 (52º titolo) |
| 1951 | Cambridge | 20.05 (53º titolo) |
| 1952 | Oxford    | 20.23 (44º titolo) |
| 1953 | Cambridge | 19.54 (54º titolo) |
| 1954 | Oxford    | 20.23 (45º titolo) |
| 1955 | Cambridge | 19.01 (55º titolo) |
| 1956 | Cambridge | 18.36 (56º titolo) |
| 1957 | Cambridge | 19.01 (57º titolo) |
| 1958 | Cambridge | 18.15 (58º titolo) |
| 1959 | Oxford    | 18.52 (46º titolo) |
| 1960 | Oxford    | 18.59 (47º titolo) |
| 1961 | Cambridge | 19.22 (59º titolo) |
| 1962 | Cambridge | 19.46 (60º titolo) |
| 1963 | Oxford    | 20.47 (48º titolo) |
| 1964 | Cambridge | 19.18 (61º titolo) |
| 1965 | Oxford    | 18.07 (49º titolo) |
| 1966 | Oxford    | 19.12 (50º titolo) |
| 1967 | Oxford    | 18.52 (51º titolo) |
| 1968 | Cambridge | 18.22 (62º titolo) |
| 1969 | Cambridge | 18.04 (63º titolo) |
| 1970 | Cambridge | 20.22 (64º titolo) |
| 1971 | Cambridge | 17.58 (65º titolo) |
| 1972 | Cambridge | 18.36 (66º titolo) |
| 1973 | Cambridge | 19.21 (67º titolo) |
| 1974 | Oxford    | 17.35 (52º titolo) |
| 1975 | Cambridge | 19.27 (68º titolo) |
| 1976 | Oxford    | 16.58 (53º titolo) |
| 1977 | Oxford    | 19.28 (54º titolo) |
| 1978 | Oxford    | 18.58 (55º titolo) |
| 1979 | Oxford    | 20.33 (56º titolo) |
| 1980 | Oxford    | 19.02 (57º titolo) |

| Anno | Vincitore | Tempo              |
| ---- | --------- | ------------------ |
| 1981 | Oxford    | 18.11 (58º titolo) |
| 1982 | Oxford    | 18.21 (59º titolo) |
| 1983 | Oxford    | 19.07 (60º titolo) |
| 1984 | Oxford    | 16.45 (61º titolo) |
| 1985 | Oxford    | 17.11 (62º titolo) |
| 1986 | Cambridge | 17.58 (69º titolo) |
| 1987 | Oxford    | 19.59 (63º titolo) |
| 1988 | Oxford    | 17.35 (64º titolo) |
| 1989 | Oxford    | 18.27 (65º titolo) |
| 1990 | Oxford    | 17.22 (66º titolo) |
| 1991 | Oxford    | 16.59 (67º titolo) |
| 1992 | Oxford    | 17.44 (68º titolo) |
| 1993 | Cambridge | 17.00 (70º titolo) |
| 1994 | Cambridge | 18.09 (71º titolo) |
| 1995 | Cambridge | 18.04 (72º titolo) |
| 1996 | Cambridge | 16.58 (73º titolo) |
| 1997 | Cambridge | 17.38 (74º titolo) |
| 1998 | Cambridge | 16.19 (75º titolo) |
| 1999 | Cambridge | 16.41 (76º titolo) |
| 2000 | Oxford    | 18.04 (69º titolo) |
| 2001 | Cambridge | 17.44 (77º titolo) |
| 2002 | Oxford    | 16.54 (70º titolo) |
| 2003 | Oxford    | 18.06 (71º titolo) |
| 2004 | Cambridge | 18.17 (78º titolo) |
| 2005 | Oxford    | 16.42 (72º titolo) |
| 2006 | Oxford    | 18.26 (73º titolo) |
| 2007 | Cambridge | 17.49 (79º titolo) |
| 2008 | Oxford    | 20:53 (74º titolo) |
| 2009 | Oxford    | 17:00 (75º titolo) |
| 2010 | Cambridge | 17:35 (80º titolo) |
| 2011 | Oxford    | 17:34 (76º titolo) |
| 2012 | Cambridge | n/a (81º titolo)   |
| 2013 | Oxford    | 17:28 (77º titolo) |
| 2014 | Oxford    | 18:36 (78º titolo) |
| 2015 | Oxford    | 17:34 (79º titolo) |
| 2016 | Cambridge | 17:35 (82º titolo) |
| 2017 | Oxford    | 16:59 (80º titolo) |
| 2018 | Cambridge | 17:51 (83º titolo) |
| 2019 | Cambridge | 16:57 (84º titolo) |
| 2021 | Cambridge | 14:12 (85º titolo) |
| 2022 | Oxford    | 16:42 (81º titolo) |
| 2023 | Cambridge | 18:18 (86º titolo) |